# Ponte della metropolitana sul Corno d'Oro
Il ponte della metropolitana sul Corno d'Oro (in turco Haliç Metro Köprüsü) è un ponte strallato che attraversa il Corno d'Oro a Istanbul e su cui passa la linea M2 della metropolitana della città turca. 
Il ponte collega Karaköy nel distretto di Beyoğlu e Küçükpazarı nel distretto di Fatih e si trova tra il ponte di Galata e il ponte di Atatürk, a circa 200 metri ad est di quest'ultimo. È il quarto ponte sul Corno d'Oro e consente un collegamento diretto tra la stazione della metropolitana Hacıosman nel distretto di Sarıyer e Yenikapı nel distretto di Fatih.
L'idea del ponte fu discussa per la prima volta nel 1952, ma prese vita veramente solo durante il periodo in cui Kadir Topbaş fu sindaco di Istanbul (2004-2017). Nel novembre 2009, l'altezza prevista delle torri è stata ridotta da 82 a 65 metri dopo che l'UNESCO aveva minacciato di rimuovere Istanbul dalla lista dei Patrimoni dell'Umanità.
La costruzione è iniziata il 2 gennaio 2009 ed è terminata il 9 gennaio 2013. Il giorno successivo sono iniziati i test per la nuova metropolitana e il ponte è entrato in servizio il 15 febbraio 2014.
Il costo della costruzione è stato di 146,7 milioni di euro.

## Architettura
La progettazione concettuale del ponte è stata eseguita dall'ingegnere francese e specialista di ponti Michel Virlogeux, che ha anche progettato il ponte Yavuz Sultan Selim che attraversa lo stretto del Bosforo, ed è stato costruito da una partnership tra l'azienda italiana Astaldi e l'azienda turca Gülermak.
Il ponte ha una lunghezza complessiva di 936 metri e una campata di 460 metri sull'acqua. La campata più lunga tra le due torri è di 180 metri ed è fiancheggiato da viadotti su entrambi i lati che collegano il ponte con i tunnel della metropolitana su ciascun lato del Corno d'Oro.